# Verzorgingsplaats Twaalfmaat
Verzorgingsplaats Twaalfmaat is een Nederlandse verzorgingsplaats, gelegen aan de oostzijde van de A9 Diemen-De Kooy tussen afritten 8 en 9 nabij Heemskerk. 
Bij de verzorgingsplaats is een tankstation van Esso.
Het restaurant Twaalfmaat, aangesloten bij Les Routiers Européens, werd op 11 november 1996 geopend.